# Ángel Guirola de la Cotera

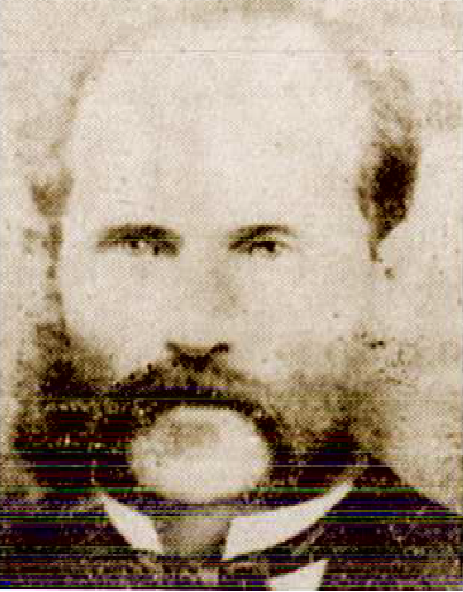
Ángel Guirola de la Cotera

Ángel Guirola de la Cotera (* 15. August 1826 in Zacatecoluca, El Salvador; † 27. April 1910 in Santa Tecla, El Salvador) war vom 6. April bis 21. August 1884 Präsident von El Salvador.

## Leben
Seine Eltern waren Gertrudis de la Cotera y González und Rafael María Guírola.
Ángel Guirola machte, wie in der zentralamerikanischen Bourgeoisie damals üblich eine Ausbildung in Guatemala.
1852 wurde er zum Bürgermeister von Ciudad San Vicente gewählt.
Im April 1854 verursachte ein Erdbeben große Schäden in San Salvador, worauf der Regierungssitz nach Cojutepeque verlegt wurde und im Tal von Las Colinas die Gründung von Nueva San Salvador, dem heutigen Santa Tecla dekretiert wurde.
Am 13. April 1859 heiratete Guirola in New York Cordelia Duke Alexander, welche 1829 in Kingston (Jamaika) geboren war und am 3. Januar 1920 in Santa Tecla starb.
Die Bankiersfamilie Duke ist Teil des Agujero de oro.
Ab 1866 wurde Guirola ins Parlament gewählt.
Ein Sohn von Ángel Guirola war Adalberto Guirola, West-Point Absolvent, wurde am 15. Juli 1906 bei einer Schlacht in Metapan getötet
, seine Eltern benannten nach ihm das von ihnen gestiftete Hogar Adalberto Guirola, ein Waisenhaus in Tecla.
Weitere Kinder von Ángel Guirola waren Rafael Guirola, Ángel Guirola, Eduardo, Julia Guirola de Batres, Lulú Guirola und Matilde Guirola.
Seinen Lebensabend verbrachte er in Santa Tecla, wo er sich ein herrschaftliches Haus errichten ließ.